# Уэйд, Уильям
Уильям Уэйд (англ. William Wade; 1546 — 21 октября 1623) — английский дипломат, политический деятель и сотрудник секретных служб, член парламента в 1584, 1589, 1601 и 1604 годах. Занимая должность лейтенанта Тауэра, сыграл важную роль в раскрытии Порохового заговора. В мини-сериале «Порох» (2017) его сыграл Шон Дули.

## Биография
Уильям Уэйд родился в 1546 году в семье Армагила Уэйда (незнатного землевладельца из Йоркшира, клерка Тайного совета при королях Генрихе VIII и Эдуарде VI) и Элис Паттен. После смерти отца в 1568 году Уильям получил небольшие владения в Мидлсексе, Кенте и Бакингемшире. В последующие годы он много времени проводил на континенте, выполняя разного рода секретные поручения Уильяма Сесила, 1-го барона Бёрли (главы правительства при королеве Елизавете), и Фрэнсиса Уолсингема, главы тайной службы. Во многих своих письмах Уэйд расточает благодарности Сесилу, и многие историки полагают, что барон Бёрли, старый знакомый его отца по Тайному совету, был его покровителем. Однако, судя по письму 1593 года, Уэйд не пытался использовать эту связь для личной выгоды.
Известно, что Уэйд свободно говорил по-французски и владел ещё несколькими языками. В 1580 году он находился в Италии и оттуда сообщил Сесилу о наборе испанцами армии, которая могла быть использована против Португалии. Сохранились инструкции, составленные для Уэйда в том же году на случай его назначения послом при португальском дворе, но это назначение, по-видимому, не состоялось. Некоторое время Уэйд находился в Англии на должности секретаря Уолсингема, потом ездил в Данию в свите барона Уиллоуби (1582) и в Испанию, чтобы объяснить высылку посла Мендосы (1584, эта миссия закончилась неудачей).
В 1584, 1589 и 1601 годах Уэйд заседал в Палате общин. В 1585 году он посетил Марию Стюарт и попытался убедить её примириться с Елизаветой. Сразу после этого Уэйд совершил поездку во Францию, чтобы добиться выдачи изменника Томаса Моргана, но вернулся ни с чем. На обратном пути его даже избили люди герцога Омальского. Когда был раскрыт заговор Бабингтона, именно Уэйд руководил арестом секретарей Марии Стюарт и изъятием её архива, за что получил от королевы 30 фунтов стерлингов. После казни Марии он снова отправился в Париж, чтобы объяснить причины казни французскому королю и потребовать отзыва из Лондона французского посла, заподозренного в причастности к заговору. В последующие годы Уэйд занимался главным образом борьбой с заговорами и поиском католических священников, причём действовал грубо и жестоко, не останавливаясь перед применением пыток.
Когда королём Англии стал Яков I (1603), Уэйд получил место в Тайном совете и был посвящён в рыцари. В 1605 году он стал лейтенантом Тауэра, был снова избран в парламент. Однако накануне первого заседания был раскрыт Пороховой заговор: выяснилось, что группа католиков планировала взорвать здание парламента вместе со всеми депутатами и королём. Именно сэр Уильям ведал размещением арестованных заговорщиков и вёл допросы; особенно значительные усилия ему пришлось приложить, чтобы добиться показаний от Гая Фокса и Генри Гарнета.
Должность лейтенанта Тауэра Уэйд занимал до 1613 года. За это время ему приходилось принимать в качестве узников Уолтера Рэли, Арабеллу Стюарт, 9-го графа Нортумберленда и другие высокопоставленные лица. В адрес сэра Уильяма регулярно звучала критика, связанная со слишком мягкими условиями содержания в его тюрьме. При этом известно, что лейтенант пытался ужесточить режим в некоторых случаях и натыкался на противодействие властей. Тем не менее в 1613 году сэр Уильям был внезапно уволен как раз под предлогом «большей предоставленной заключённым свободы, чем при королеве».
К тому времени Уэйд уже был стариком. Он обосновался в одном из своих поместий в Эссексе и там умер в октябре 1623 года. Наследники, согласно завещанию, устроили простые похороны.

## Семья
Уэйд был женат дважды: на Анне Уоллер, дочери Оуэна Уоллера (1586), и на Анне Браун, дочери сэра Хамфри Брауна (примерно 1599). В первом браке родился сын, во втором — сын и восемь дочерей.